# Служебное расследование
Служебное расследование (служебная проверка) — деятельность в рамках дисциплинарного производства соответствующих должностных лиц по своевременному, всестороннему, полному и объективному сбору и исследованию материалов по факту дисциплинарного проступка сотрудников (работников), либо невыполнения ими функциональных обязанностей из стадий дисциплинарного производства.
Решение о проведении служебного расследования принимает орган управления учреждения, ведомства, предприятия, коммерческой структуры, в случае, если для решения вопроса о виновности или невиновности сотрудника (работника), допустившего дисциплинарный проступок, нарушение трудового договора или недобросовестно исполняющего функциональные обязанности необходима дополнительная проверка.
Служебное расследование — это сугубо внутренняя проверка, рамки служебного расследования ни по кругу лиц, ни по объему не должны выходить за рамки ведомства, учреждения, государственного органа, предприятия. Лица, не входящие в штат структуры, внутри которой проводится служебное расследование могут давать письменные пояснения в качестве свидетелей и привлекаться в качестве специалистов только в добровольном порядке и по личному желанию.

## Порядок проведения служебного расследования
Порядок проведения служебного расследования закреплен соответствующей Инструкцией учреждения, ведомства, коммерческого предприятия, однако он не должен противоречить требованиям Трудового законодательства для гражданских учреждений и Дисциплинарного устава Вооруженных сил для воинских формирований и учреждений, а также органов МВД.
Общими требованиями к порядку проведения служебного расследования являются соблюдение сроков проведения, соблюдения прав лица, в отношении которого оно проводится, объективности и непредвзятости.
Служебное расследование проводится только органом управления (старшим начальником) лица, в отношении которого оно проводится при участии органа управления (непосредственного начальника).
К проведению служебного расследования могут, в качестве экспертов, привлекаться специалисты для консультаций в области специальных знаний (штатные бухгалтера, автотехники, медицинские работники предприятия, учреждения). Возможно также проведение ревизии или проверки финансово-хозяйственной деятельности.
Решение о проведении служебного расследования принимает орган управления (руководитель государственного органа, учреждения, предприятия, коммерческой структуры). О начале проведения СР уведомляется лицо, в отношении которого начато служебное расследование, ему предлагается дать письменное объяснение по факту проступка.
По результатам служебного расследования выносится заключение с выводами о виновности, либо не виновности лица, в отношении которого проводилось служебное расследование.

## Сроки проведения служебного расследования
Срок проведения служебного расследования закреплен соответствующей Инструкцией учреждения, ведомства, коммерческого предприятия, но он не может превышать сроки привлечения к дисциплинарной ответственности по Трудовому законодательству для гражданских структур или Дисциплинарному уставу для военнослужащих и сотрудников МВД.
В соответствие с общепринятой практикой в большинстве структур, срок проведения служебного расследования не может превышать одного месяца за исключением времени пребывания сотрудника (работника) на больничном, в отпуске, в командировке. Нарушение сроков проведения СР автоматически освобождает виновного от дисциплинарной ответственности.

## Права лица, в отношении которого проводится служебное расследование
Права лица, в отношении которого проводится служебное расследование закреплены соответствующей Инструкцией учреждения, ведомства, коммерческого предприятия, однако существуют общие права, вытекающие из прав человека и гражданина. Лицо, в отношении которого проводится служебное расследование имеет право:
- знать в связи с чем проводится служебное расследование;
- давать письменные объяснения по вопросам служебного расследования;
- заявлять ходатайства в ходе проведения служебного расследования;
- предоставлять документы, вещественные доказательства для приобщения к материалам служебного расследования;
- предоставлять свидетелей для их последующего опроса в ходе проведения служебного расследования.

## Юридические последствия проведения служебного расследования
По результатам служебного расследования, в случае получения достаточных данных о наличии вины в действиях лица, в отношении которого проводилось служебное расследование, орган управления (руководитель органа, учреждения, предприятия) принимает решение о привлечении виновного к дисциплинарной или материальной ответственности. Решение о наказании закрепляется соответствующим приказом.
В случае, если в ходе служебного расследования были установлены факты готовящихся, либо совершенных преступлений, лицо, проводившее СР обязано немедленно сообщить об этом в соответствующие государственные органы и органу управления (начальнику), отдавшему распоряжение о проведении СР. При наличии в действиях лица, в отношении которого проводится СР состава преступления, материалы СР передаются по принадлежности для решения вопроса о возбуждении уголовного дела. В этом случае решение о привлечении к дисциплинарной ответственности не принимается до разрешения материалов в соответствии с требованиями уголовно-процессуального кодекса, о чем указывается в заключении по результатам проведения СР.
Материалы служебного расследования могут быть представлены в суде в ходе рассмотрения трудового спора.

## Порядок обжалования результатов проведения служебного расследования
Порядок обжалования результатов проведения служебного расследования закреплен соответствующей Инструкцией учреждения, ведомства, коммерческого предприятия. Как правило, лицо, в отношении которого проводилось служебное расследование вправе его обжаловать вышестоящему начальнику. В общем порядке результаты проведения служебного расследования могут быть обжалованы в суде.